# 小行星7442
小行星7442（英語：7442 Inouehideo）是一颗围绕太阳公转的小行星。1995年9月20日，圓舘金、渡邊和郎在北见发现了此天体。
这颗小行星的绝对星等为229.43615等。